# Aleksandr Ouvarov
Ne doit pas être confondu avec Aleksandr Ouvarov (football).
Pour les articles homonymes, voir Ouvarov.
Temple de la renommée russe : 2004
Aleksandr Nikolaïevitch Ouvarov - en russe : Александр Николаевич Уваров et en anglais : Aleksandr Uvarov - (né le 7 mars 1922 à Moscou en URSS - mort le 24 décembre 1994) était un joueur russe de hockey sur glace.

## Carrière de joueur
Au cours de sa carrière dans le championnat d'URSS, il a porté les couleurs du HK Dinamo Moscou où il constitue le trio d'attaquants avec Boris Peteline et Valentin Kouzine. Il termine avec un bilan de 259 matchs et 203 buts en élite.

## Carrière internationale
Il a représenté l'URSS à 59 reprises (23 buts) sur une période de quatre saisons entre 1954 à 1957. Il a remporté l'or aux Jeux olympiques de 1956. Il a participé à quatre éditions des championnats du monde pour un bilan de deux médailles d'or et deux d'argent.

## Trophées et honneurs personnels
URSS
- 1953 : élu dans l'équipe d'étoiles.

## Statistiques
| Saison    | Équipe        | Ligue |  | PJ | B | A | Pts | Pun |
| 1948-1949 | Dinamo Moscou | URSS  |  | 16 |   |   |     |     |
| 1949-1950 | Dinamo Moscou | URSS  |  | 20 |   |   |     |     |
| 1950-1951 | Dinamo Moscou | URSS  |  | 21 |   |   |     |     |
| 1951-1952 | Dinamo Moscou | URSS  |  | 15 |   |   |     |     |
| 1952-1953 | Dinamo Moscou | URSS  |  | 19 |   |   |     |     |

| Année | Équipe | Compétition |   | PJ | B | A | Pts | Pun               |  | Résultat |
| 1954  | URSS   | CM          | 7 | 2  |   | 2 |     | Médaille d'or     |  |          |
| 1955  | URSS   | CM          | 8 | 3  |   | 3 |     | Médaille d'argent |  |          |
| 1956  | URSS   | CM & JO     | 7 | 3  |   | 3 |     | Médaille d'or     |  |          |
| 1957  | URSS   | CM          | 5 | 0  |   | 0 |     | Médaille d'argent |  |          |